# SodaStream
Sodastream es una empresa de origen isarelí conocida por la venta de máquinas para hacer soda en casa, perteneciente al grupo PepsiCo y con sede en Israel.
La máquina sigue los principios del invento que Guy Gilbey creó en 1903. 
El modelo de negocios se basa en la comercialización de las máquinas para hacer soda y en los jarabes concentrados para crear gaseosas saborizadas en el hogar. Los usuarios pueden hacer bebidas de más de 100 sabores diferentes.
Después de que la compañía se fusionó con Soda-Club en 1998, fue relanzada haciendo énfasis en los refrescos saludables. Comenzó a cotizar en la bolsa de valores NASDAQ en noviembre de 2010. SodaStream tiene su oficina principal en la ciudad de Ma'ale Adumim (Israel). Posee trece plantas de producción.
En su publicidad, la empresa se enfoca en el atractivo medioambiental al utilizar agua potable y cilindros de gas retornables. SodaStream ha participado en varios proyectos ecológicos que incluyen reducción de desechos, limpieza de playas y reforestación.
En 2019 fue comprada por PepsiCo en 3200 millones de dólares y dejó de cotizar en forma directa en NASDAQ para pasar a ser parte del grupo.

### Comienzos
Sodastream se origina en el año 1903 en Inglaterra y sus principales consumidores eran las familias aristocráticas inglesas, incluida la familia real. Con el paso del tiempo, la empresa modernizó el diseño y la tecnología de sus máquinas para ofrecer una mejor experiencia al consumidor. Es así como logró posicionarse como la marca número 1 de soda en el mundo.

### Sistema
Sodatream funciona a través de un sistema de recambio de cilindros de CO2. La máquina incluye un cilindro de CO2 que rinde hasta 60 litros de soda. Una vez que se acaba se puede cambiar en un punto de recambio oficial o en la tienda online. 

### Publicidad
Varios famosos trabajaron junto a la empresa de origen israelí. Entre ellos: Scarlett Johansson, Snoop Dogg, Sarah Catherine Hook, David Hasselhoff, Michael Bublé entre otros. 

### Premios
A lo largo de la historia de la empresa, recibió distintos premios. Entre ellos, The Good Design Award, el premio de diseño más prestigioso del mundo otorgado por el Museo de Arte Moderno de Nueva York. Este reconocimiento fue entregado a las máquinas TERRA y ART.
Además, recibió la distinción de Carbon Trust: una etiqueta de reducción en la huella de carbono. El reconocimiento se otorga a empresas que trabajan en pos de disminuir la emisión de CO2.

## Filiales
Actualmente Sodastream vende productos en más de 45 países en los 5 continentes.

### Principales mercados
- Estados Unidos
- Alemania
- Australia
- Canadá
- Suiza
- Argentina
- Chile
- España
- Israel
- Polonia
- Italia
- Francia
- Japón
- Bélgica
- Holanda